# 1119
1119 (MCXIX) fue un año común comenzado en miércoles del calendario juliano.

## Acontecimientos
- 25 de febrero. El rey Alfonso I de Aragón reconquista Tudela a los musulmanes.
- En primavera, Alfonso I de Aragón reconquista a los musulmanes las ciudades de Tarazona y Ágreda.
- Comienza su pontificado el papa Calixto II.
- Empieza la construcción del Monasterio Yurev de Nóvgorod.
- Se funda en Jerusalén la orden de los Templarios.
- En enero, Alfonso I de Aragón, concede el Fuero de Infanzones, también denominado Fuero de Zaragoza.

## Fallecimientos
- 28 de junio. Roger de Salerno, regente del Principado de Antioquía.
- Gelasio II, papa de Roma.
- Alan IV Duque de Bretaña